# Sestochilus (Bulbophyllum)
Sestochilus es una sección del género Bulbophyllum perteneciente a la familia de las orquídeas.
Se caracterizan por tener pseudobulbos que dan lugar a una sola inflorescencia con flores con brácteas florales amplexicaules que puede ser tubulares en la base sólo con conexión de igual longitud, obtuso a acuminado, márgenes enteros, glabros, de 5 a 14 sépalos, veteados y obtuso a acuminado, márgenes enteros , glabra, 5 a 12 pétalos veteados  y tiene un estigma con 3 quillas interiores y  lleva 4 polinias. La especie tipo es: Bulbophyllum lobbii Lindley 1847

## Especies
1. Bulbophyllum adelphidium J.J.Verm. 1993 Sumatra
2. Bulbophyllum affine Lindley 1832
3. Bulbophyllum alsiosum Ames 1912
4. Bulbophyllum anceps Rolfe 1892 Borneo
5. Bulbophyllum apertum Schlechter 1906
6. Bulbophyllum apheles J.J.Verm. 1991
7. Bulbophyllum auriculatum J.J.Verm. & P.O'Byrne 2003
8. Bulbophyllum baileyi F Muell. 1875
9. Bullbophyllum bataanense Ames 1905
10. Bulbophyllum breimerianum J.J.Verm. & A.Vogel 2007 Borneo
11. Bulbophyllum cameronense Garay, Hamer, & Siegrist 1996 Malasia
12. Bulbophyllum capillipes C.S.P.Parish & Rchb.f. 1874
13. Bullbophyllum claptonense Rolfe 1905
14. Bulbophyllum cuspidipetalum J.J. Sm. 1908
15. Bulbophyllum dearei Rchb. f. 1888
16. Bulbophyllum elevatopunctatum J.J. Sm. 1920
17. Bulbophyllum evansi M.R. Hend. 1927
18. Bulbophyllum facetum Garay 1997
19. Bulbophyllum foetidolens Carr 1930
20. Bulbophyllum gibbolabium Seidenf. 1979
21. Bulbophyllum grandifolium Schltr.1913 New Guinea
22. Bulbophyllum hamatipes J.J. Sm. 1918 Java
23. Bulbophyllum hyalosemoides Verm & O'Byrne 2011
24. Bulbophyllum inunctum J.J. Sm. 1906
25. Bulbophyllum lobbii Lindley 1847
26. Bulbophyllum microglossum Ridl. 1908
27. Bulbophyllum nabawanense J.J.Wood & A.L.Lamb 1994
28. Bulbophyllum orectopetalum Garay, Hamer & Siegerist 1992
29. Bulbophyllum palawanense Garay
30. Bulbophyllum patens King 1896
31. Bulbophyllum piestoglossum Verm 1994
32. Bulbophyllum pileatum Lindl. 1844
33. Bulbophyllum polystictum Ridl. 1909
34. Bulbophyllum praetervisum J.J.Verm. 2002 Borneo
35. Bulbophyllum pteroglossum Schltr. 1919
36. Bulbophyllum pustulatum Ridl. 1903
37. Bulbophyllum reticulatum Bateman 1866 Borneo
38. Bulbophyllum santosii Ames 1915
39. Bulbophyllum siamense Rchb.f 1867
40. Bulbophyllum signatum J.J. Vermeulen 1996
41. Bulbophyllum singaporeanum Schltr. 1911 S
42. Bulbophyllum smitinandii Seidenf. & Thorut 1996
43. Bulbophyllum spectabile Rolfe 1898
44. Bulbophyllum sumatranum Garay, Hamer & Siegrist 1996
45. Bulbophyllum tollenoniferum J.J. Sm. 1912
46. Bulbophyllum tortum Schltr. 1913
47. Bulbophyllum transarisanensis Hayata 1916 Taiwán
48. Bulbophyllum truncicola Schltr. 1913
49. Bulbophyllum variabile Ridl 1903